# Karasjok (gemeente)
Karasjok (Samisch: Kárášjohka; Kveens: Kaarasjoki) is een gemeente in de Noorse provincie Finnmark. De gemeente telde 2696 inwoners in januari 2017. De meeste mensen leven in het dorp Karasjok.
De gemeente is gelegen langs het hogere rivierbassin van de rivier de Deatnu/Tana in een riviervallei. Mede door zijn ligging heeft Karasjok de laagste temperatuur ooit in Noorwegen geregistreerd: -51,4 °C op 1 januari 1886. De hoogste temperatuur ooit geregistreerd is 32,4 °C.
In Karasjok wordt Fins, Noors en Noord-Samisch gesproken. 80% van de bevolking is Samisch. Samisch en Noors zijn de officiële bestuurstalen van Karasjok.
Het dorp Karasjok is de zetel van het Noorse Sameting (of Sámediggi in het Samisch), het parlement van de Saami in Noorwegen. Daarnaast zijn er ook nog diverse andere Samische openbare instellingen in Karasjok gevestigd. Naast het parlement is er ook een Samisch museum en een kerk daterend uit 1807. Ook de NRK Sámi Radio is in Karasjok gevestigd.
Het parlement van de Saami werd in 1989 door Koning Olaf V geopend. De eerste president van de Saami was Ole Henrik Magga, afkomstig uit Kautokeino.

## Plaatsen in de gemeente
- Karasjok (plaats)

Alta · Båtsfjord · Berlevåg · Gamvik · Hammerfest · Hasvik · Karasjok · Kautokeino · Lebesby · Loppa · Måsøy · Nesseby · Nordkapp · Porsanger · Sør-Varanger · Tana · Vadsø · Vardø